# Casa Pepo
La casa Pepo és un edifici d'Horta de Sant Joan (Terra Alta) inclòs a l'Inventari del Patrimoni Arquitectònic de Catalunya. Casa restaurada amb planta baixa, dos pisos i golfes. La planta baixa conserva dues arcades de mig punt rebaixat sobre pilastres de secció rectangular bisellades, sent la del mig de menor dimensió, que formen part del porxo de les cases veïnes. El sostre és, en aquest tram, de fusta i maó. Ran de la porta d'accés, d'arc rebaixat, hi ha altres arcs tapiats. La façana presenta un aspecte ordenat dels elements. Als dos pisos hi ha diversos finestrals amb balcons, corregut al pis inferior i individuals al superior. Per damunt d'aquests hi ha diversos òculs el·líptics corresponents a la golfa. El coronament és format per carreus i ràfec de maons disposats en ziga-zaga i dents de serra.